# Agriotes pilosellus
Agriotes pilosellus es una especie de escarabajo del género Agriotes, tribu Pomachiliini, familia Elateridae. Fue descrita científicamente por Schönherr en 1817.
Se distribuye por Francia, Suiza, Alemania, Austria, Países Bajos, Luxemburgo, Bélgica, Rumania, Federación Rusa, Chequia, Ucrania, Dinamarca, Serbia, Suecia, Albania, Bulgaria, Grecia, Hungría y Noruega. La especie se mantiene activa durante todos los meses del año excepto en octubre y noviembre.